# تپه علی‌آباد علیا ۷
تپه علی‌آباد علیا کد - (۷ - k) مربوط به دوران‌های تاریخی پس از اسلام است و در شهرستان کنگاور، روستای علی‌آباد علیا واقع شده و این اثر در تاریخ ۲۴ فروردین ۱۳۸۲ با شمارهٔ ثبت ۸۱۲۷ به‌عنوان یکی از آثار ملی ایران به ثبت رسیده است.